# Arthur John Williams
Arthur John Williams (14 avril 1834-12 septembre 1911) est un avocat gallois, auteur et député du South Glamorganshire de 1885 à 1895.

## Biographie
Williams, né en 1834, est le fils du Dr John Morgan Williams. Arthur John Williams est l'un des gérants du terrain sur lequel le village de Williamstown est construit et qui prend son nom de famille. De formation privée, Williams étudie le droit et est admis au Barreau de l'Inner Temple en 1867. Williams est secrétaire honoraire du Barreau et de la Legal Education Association.
Sa première incursion en politique a lieu en 1880 lorsqu'il brigue sans succès le siège de Birkenhead. En 1885, il est élu député libéral de South Glamorgan et occupe ce siège jusqu'en 1895. Il fait campagne pour la représentation proportionnelle et l'abolition des pairs héréditaires à la Chambre des Lords. Aux côtés de David Lloyd George, il fait campagne pour la dissolution de l'Église anglicane au Pays de Galles.